# Take Time to Know Her
| Recensione | Giudizio |
| ---------- | -------- |
| AllMusic   | [ 2 ]    |

Take Time to Know Her è il quarto album discografico del cantante soul statunitense Percy Sledge, pubblicato dalla casa discografica Atlantic Records nel maggio del 1968.

## Tracce

### LP
Lato A
1. Take Time to Know Her – 2:55 (Steve Davis, Al Gallico) – Registrato il 1º febbraio 1968
2. Feed the Flame – 2:20 (Dan Penn, Spooner Oldham) – Registrato il 15 marzo 1968
3. Sudden Stop – 2:45 (Bobby Russell) – Registrato il 15 marzo 1968
4. Come Softly to Me – 2:55 (Gary Troxel, Gretchen Christopher, Barbara Ellis) – Registrato il 15 marzo 1968
5. Spooky – 2:50 (Buddy, Buie, Harry Middlebrooks, J.R. Cobb, Mike Sharpe) – Registrato il 15 marzo 1968
6. Out of Left Field – 3:09 (Dan Penn, Spooner Oldham) – Registrato il 6 marzo 1967

Lato B
1. Cover Me – 2:56 (Marlin Greene, Eddie Hinton) – Registrato il 4 ottobre 1967
2. Baby Help Me – 2:30 (Bobby Womack) – Registrato il 20 gennaio 1967
3. It's All Wrong But It's Alright – 2:53 (Marlin Greene, Eddie Hinton) – Registrato il 28 luglio 1967
4. High Cost of Leaving – 3:00 (Donald Fritts, David Briggs) – Registrato il 28 luglio 1967
5. Between These Arms – 2:40 (William Jenkins, Howard Evans) – Registrato il 15 marzo 1968
6. I Love Everything About You – 2:15 (Dan Penn, Spooner Oldham) – Registrato il 20 settembre 1966

## Musicisti
- Percy Sledge - voce
- Altri musicisti non accreditati

Note aggiuntive
- Marlin Greene e Quin Ivy - produttori
- Marlin Greene e Quin Ivy - ingegneri delle registrazioni
- Joel Brodsky - foto copertina album originale
- Loring Eutemey - design copertina album originale
- Enoch Gregory - note retrocopertina album originale[3]

## Classifica
Album
| Anno | Classifica             | Posizione raggiunta |
| ---- | ---------------------- | ------------------- |
| 1968 | Billboard 200          | 148                 |
| 1968 | Top R&B/Hip-Hop Albums | 27                  |

Singoli
| Anno | Titolo del brano      | Classifica            | Posizione raggiunta |
| ---- | --------------------- | --------------------- | ------------------- |
| 1968 | Take Time to Know Her | Billboard Hot 100     | 11                  |
| 1968 | Cover Me              | Billboard Hot 100     | 42                  |
| 1967 | Out of Left Field     | Billboard Hot 100     | 59                  |
| 1968 | Sudden Stop           | Billboard Hot 100     | 63                  |
| 1967 | Baby Help Me          | Billboard Hot 100     | 87                  |
| 1968 | Take Time to Know Her | Hot R&B/Hip-Hop Songs | 6                   |
| 1967 | Out of Left Field     | Hot R&B/Hip-Hop Songs | 25                  |
| 1968 | Cover Me              | Hot R&B/Hip-Hop Songs | 39                  |
| 1968 | Sudden Stop           | Hot R&B/Hip-Hop Songs | 41                  |
| 1967 | Baby Help Me          | Hot R&B/Hip-Hop Songs | 44                  |